# Opius sculptipleurum
Opius sculptipleurum är en stekelart som beskrevs av Fischer 1965. Opius sculptipleurum ingår i släktet Opius och familjen bracksteklar. Inga underarter finns listade i Catalogue of Life.